# Australian Open de 1997
O Australian Open de 1997 foi um torneio de tênis disputado nas quadras duras do Melbourne Park, em Melbourne, na Austrália, entre 13 e 26 de janeiro. Corresponde à 29ª edição da era aberta e à 85ª de todos os tempos.

## Finais

### Profissional
| Categoria | Evento    | Campeã(s)(o/ões)               | Vice-campeã(s)(o/ões)                          | Resultado          | Chave(s)  | Chave(s)       |
| --------- | --------- | ------------------------------ | ---------------------------------------------- | ------------------ | --------- | -------------- |
| Simples   | Masculino | Pete Sampras                   | Carlos Moyá                                    | 6–2, 6–3, 6–3      | principal | qualificatório |
| Simples   | Feminino  | Martina Hingis                 | Mary Pierce                                    | 6–2, 6–2           | principal | qualificatório |
| Duplas    | Masculino | Todd Woodbridge Mark Woodforde | Sébastien Lareau Alex O'Brien                  | 4–6, 7–5, 7–5, 6–3 | principal | principal      |
| Duplas    | Feminino  | Martina Hingis Natasha Zvereva | Lindsay Davenport Lisa Raymond                 | 6–2, 6–2           | principal | principal      |
| Duplas    | Misto     | Manon Bollegraf Rick Leach     | Larisa Savchenko Neiland John-Laffnie de Jager | 6–3, 56–7, 7–5     | principal | principal      |

### Juvenil
| Categoria | Evento    | Campeã(s)(o/ões)             | Vice-campeã(s)(o/ões)                     | Resultado | Chave(s)  | Chave(s)       |
| --------- | --------- | ---------------------------- | ----------------------------------------- | --------- | --------- | -------------- |
| Simples   | Masculino | Daniel Elsner                | Wesley Whitehouse                         | 7–6, 6–2  | principal | qualificatório |
| Simples   | Feminino  | Mirjana Lučić                | Marlene Weingärtner                       | 6–2, 6–2  | principal | qualificatório |
| Duplas    | Masculino | David Sherwood James Trotman | Jaco van der Westhuizen Wesley Whitehouse | 7–6, 6–3  | principal | principal      |
| Duplas    | Feminino  | Mirjana Lučić Jasmin Wöhr    | Cho Yoon-jeong Shiho Hisamatsu            | 6–2, 6–2  | principal | principal      |

### Outros eventos
| Categoria        | Evento    | Campeã(s)(o/ões)           | Vice-campeã(s)(o/ões)       | Resultado | Chave     |           |
| ---------------- | --------- | -------------------------- | --------------------------- | --------- | --------- | --------- |
| Duplas lendárias | Masculino | Peter McNamara Fred Stolle | Mark Edmondson Ken Rosewall | 6–4, 6–4  | principal | principal |